# BGM-71 TOW

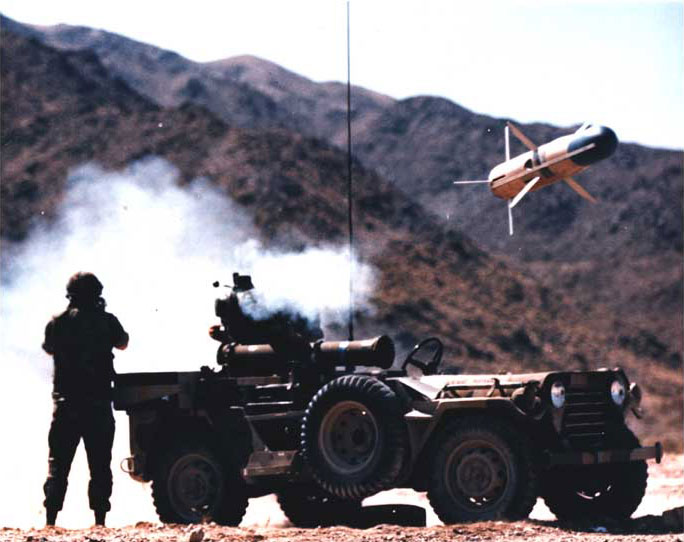
Een TOW raket wordt afgevuurd vanaf een jeep. Een kleine lading stuwt de raket uit de lanceerinstallatie voordat de raketmotor ontbrandt

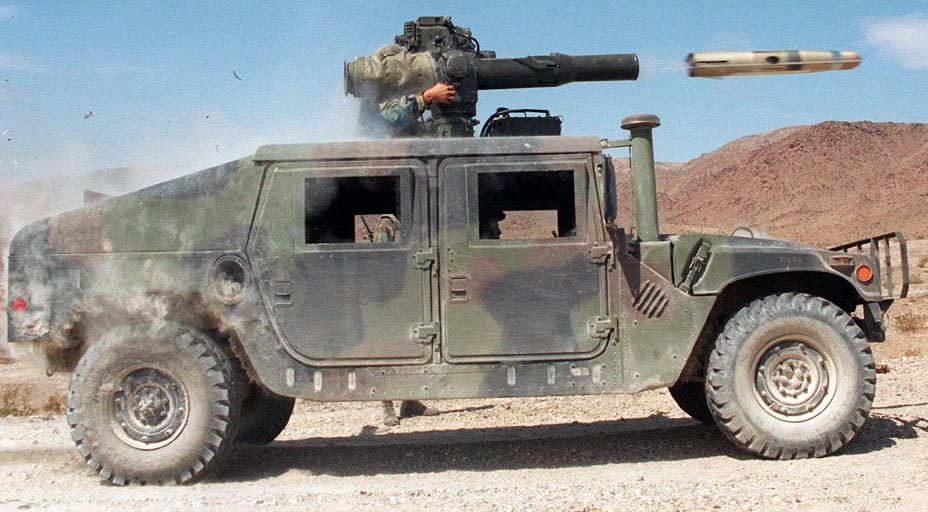
TOW wordt afgevuurd vanaf een Humvee

De BGM-71 TOW is een Amerikaanse antitankraket. TOW staat voor Tube-launched, Optically tracked, Wire data link auto-guided missile (gelanceerd vanuit een buis, optisch gevolgd, draadgeleide zelfsturende raket).

## Beschrijving
De TOW wordt rechtstreeks bestuurd vanuit het lanceerplatform, dit betekent dat de schutter het doelwit in het zicht moet houden tot de raket is ingeslagen. Dit in tegenstelling tot zogenaamde fire-and-forget wapens die als de raket eenmaal afgevuurd is geen besturing meer nodig hebben. De TOW is met het lanceerplatform verbonden met twee draden, door deze draden worden de signalen gegeven die nodig zijn om de raket te besturen. De schutter hoeft slechts het vizier op het doel te houden en dan brengt het besturingssysteem de raket, waarvan de positie door optische waarneming van een infraroodlichtje in het achtereind wordt gemeten, automatisch op de correcte lijn. Daardoor is de minimumafstand slechts een vijftig meter, in tegenstelling tot oudere generaties waarbij de schutter zelf met een stuurknuppeltje de koers moest corrigeren wat pas na een halve kilometer lukte. De gevechtskop maakt gebruik van het principe van de holle lading.
De raket heeft een gewicht van ongeveer 24 kilogram en is circa 1,2 meter lang. De raket heeft in latere versies een maximaal bereik van bijna vier kilometer en kan een snelheid bereiken van meer dan 200 m/s. De motor is al voor de vier kilometer uitgebrand en de raket wordt daarna op hoogte gehouden door wat schuin omhoog in de baan te gaan hangen zodat de reactiekrachten een voldoende lift genereren. De snelheid neemt daarbij geleidelijk af en de raket gaat uiteindelijk stampen en stort neer.
Het systeem kan op verschillende gevechtsvoertuigen gemonteerd worden zoals de Humvee, de Bradley en de Stryker, hij wordt ook gebruikt voor helikopters en kan in principe ook door infanterie gebruikt worden hoewel hij hier wel erg zwaar voor is.
De TOW werd voor het eerst geproduceerd in 1970 en is tegenwoordig de meest gebruikte antitankraket ter wereld. TOWs die nu geproduceerd worden kunnen elk type tankpantser vernietigen, mits niet te dik. Moderne westerse tanks zijn aan de voorkant immuun voor de TOW.

## Geschiedenis
Tussen 1963 en 1968 werd door Hughes Aircraft de XBGM-71A ontwikkeld, deze raket was bedoeld om zowel op grondvoertuigen als op helikopters gemonteerd te worden. In 1968 werd een contract gesloten met Hughes voor grootschalige productie en in 1970 werd het systeem voor het eerst gebruikt door het Amerikaanse leger. Het systeem verving de M40 en de Entac raketsystemen die daarvoor gebruikt werden. In 1972 werd de TOW voor het eerst in het gevecht gebruikt in Zuid-Vietnam als reactie op het Paasoffensief van het Noord-Vietnamese leger. De TOW werd in de loop der jaren steeds verbeterd, met verbeteringen in 1978, 1983, 1987 en in 2001.
In het gevecht waarbij Oedai en Koesai Hoessein, de zoons van de oud-dictator Saddam Hoessein gedood werden werd een TOW-raket gebruikt.
Nederland had de TOW ook in gebruik: in 1973 werden 156 lanceerders gekocht, deze werden ook ingebouwd in de YP-408 PWAT en AMX-PRAT. Begin jaren tachtig werden 277 dubbellanceerders gemonteerd op de YPR-765 PRAT. In 2001 is besloten om de TOWs die nog in dienst bij de pantserinfanterie waren te vervangen door de Gill MRAT
Dit nieuwe wapen is in 2004 in gebruik genomen.